# Ronov u Žitavy
Ronov (Ronov u Žitavy, německy Rohnau, polsky Trzciniec) je zřícenina hradu na pravém břehu Lužické Nisy u vesničky Trzciniec na katastru polského města Bogatyně v Dolnoslezském vojvodství. Hrad byl rodovým sídlem prvních Ronovců ve 13. století.

## Historie
První písemná zmínka o hradu bývá spojována s predikátem Konráda z Ronova z roku 1262. Miloslav Sovadina však doložil, že k lužickému Ronovu se vztahují také přídomky Smila z Ronova z let 1253 a 1261 a jeho bratrance Častolova z Ronova (syna Častolova ze Žitavy) z roku 1261. Samotný hrad byl přímo zmíněn roku 1282, kdy byl správcem Českého království a poručníkem budoucího českého krále Václava II. bratranec Ota V. Braniborský řečený Dlouhý, markrabě braniborský. V uvedeném roce byly Otovi Braniborskému zastaveny hrady Ronov u Žitavy, Bezděz, Ostrý a Svárov a města Žitava, Most, Děčín a Ústí nad Labem, aby vydal mladého kralevice, kterého mezitím odvezl z Bezdězu do Branibor.[zdroj?] Hned v následujícím roce byl však Ota donucen uvedené zástavy vrátit.

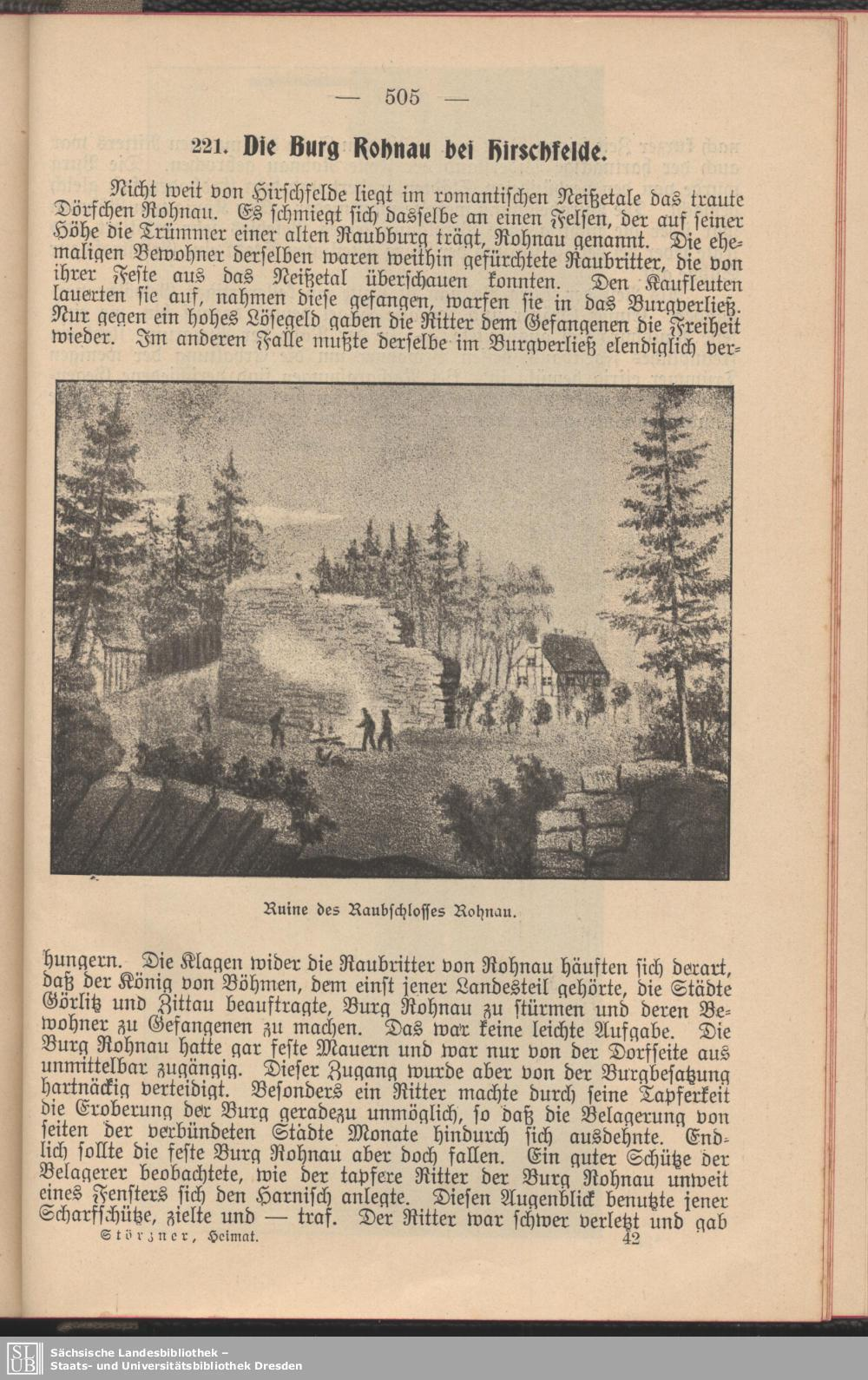
Popis hradu v knize F. B. Störznera Beiträge zur Sächs. Volks- und Heimatkunde z roku 1904

Jindřich z Lipé v roce 1319 vyměnil s králem Janem Lucemburským hrady Ronov, Ojvín, Krásný Buk a město Žitavu za území na Moravě. Uvedené hrady a město se tedy staly (některé opět) královskými.
V roce 1389 daroval král Václav IV. Ronov Anselmovi z Lipé. Dalším majitelem byl odbojný Hynek Berka z Dubé a Honštejna, zvaný též Hynek Honštejnský, který válčil s lužickým Šestměstím. V roce 1398 dal proto král Zhořeleckým příkaz, aby Ronov dobyli a rozbořili. Vojsko oblehatelů tvořilo 160 jezdců a přibližně stejný počet pěších, kteří byli ke hradu dopraveni vozy. Kromě toho bylo k hradu dopraveno i 5 zvláštních vozů s puškami a dva vozy s proviantem. I přes použití palných zbraní zůstal první útok bezvýsledný. Teprve když se dostavily posily i z ostatních měst Šestiměstí, byl hrad na druhý pokus v lednu 1399 dobyt a pobořen.
Po rozboření v roce 1398 už hrad Ronov obnoven nebyl. Dnes ho připomínají už jen zbytky základů a torza některých zdí. Příkop před hlavní bránou na jižní straně směrem ke vsi byl zasypán, zbývající materiál byl použit pro domky přilehlé vsi Ronov (německy Rohnau, polsky Trzciniec), která je součástí města Bogatynia v Polsku. Nový název Trzciniec se přenesl i hradní zřícenina. Název Ronov (a také původ) mají v České republice ještě další tři hrady (Ronov v okrese Česká Lípa, Ronov v okrese Brno-venkov, Ronov v okrese Havlíčkův Brod) a tři vsi nebo města (Ronov nad Doubravou, Ronov nad Sázavou, Ronov).
S přistoupením Polska do EU získala památka opět svůj význam. Byla částečně opravena a zařazena do turistické „Trasy hradišť a středověkých hradů“. Od roku 2006 zde návštěvníci naleznou dvojjazyčný polsko-německý informační panel s popisem historie hradu.

## Galerie

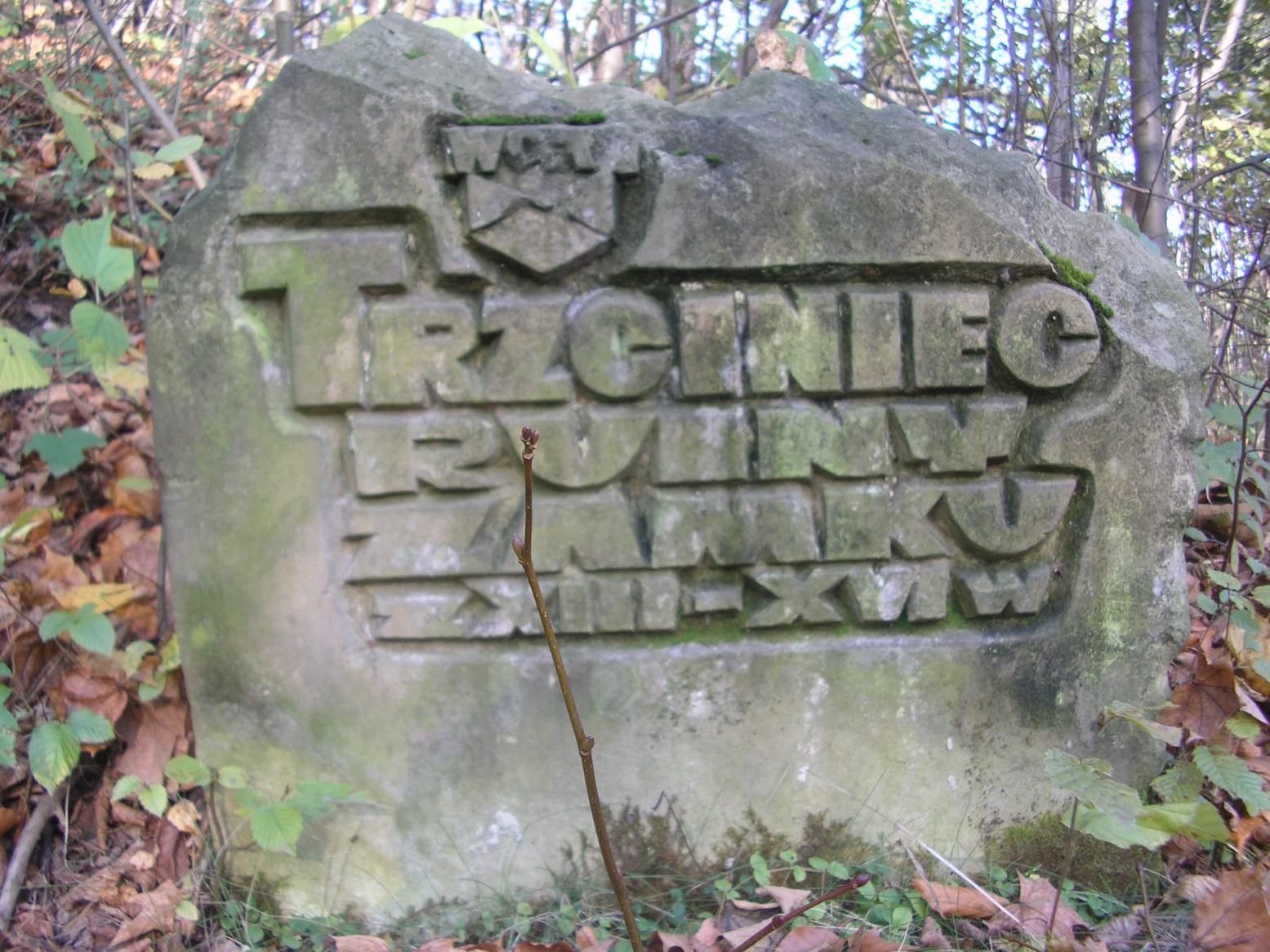
Dnešní označení místa
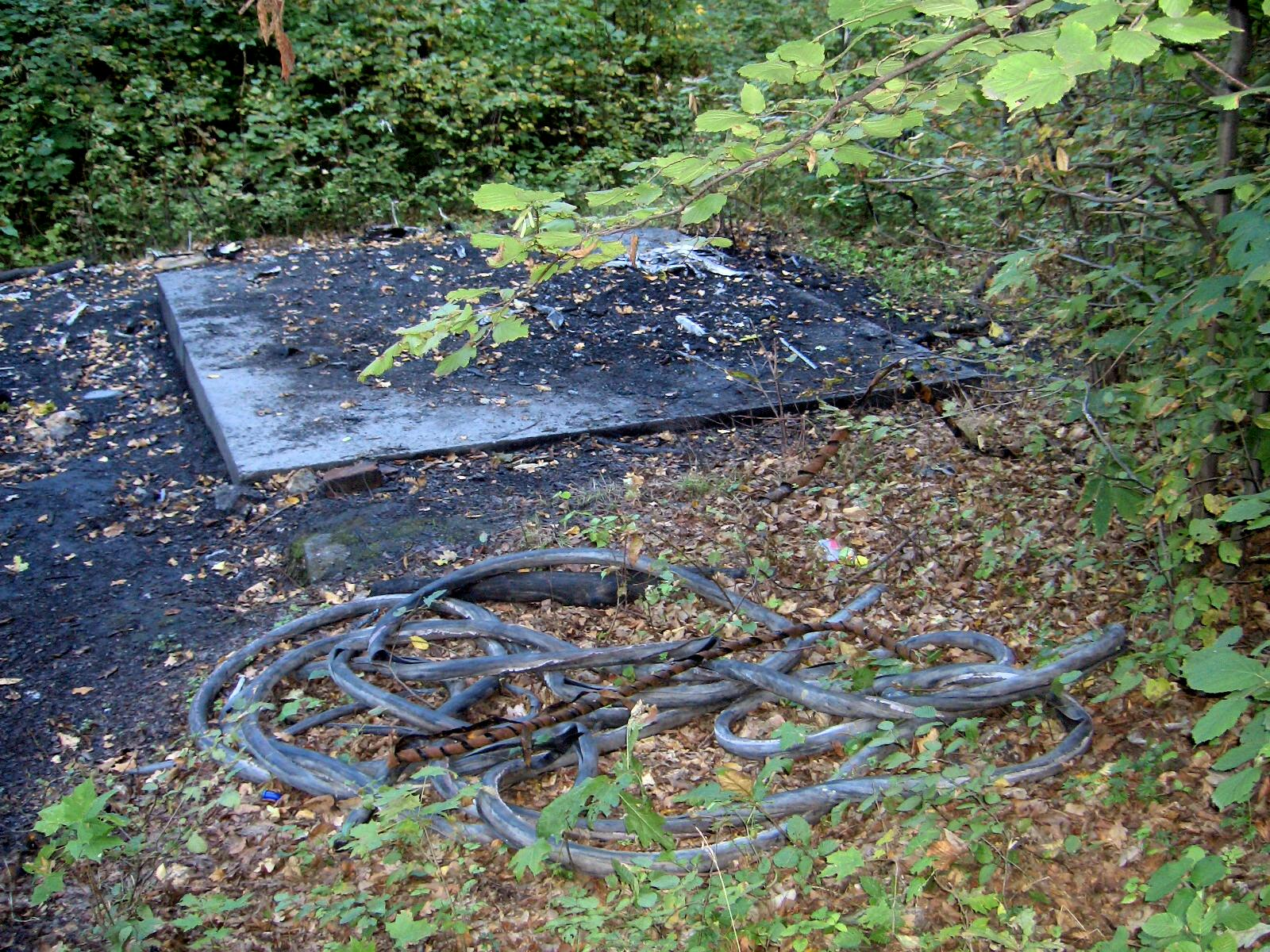
Hradní studna zakrytá betonovou deskou
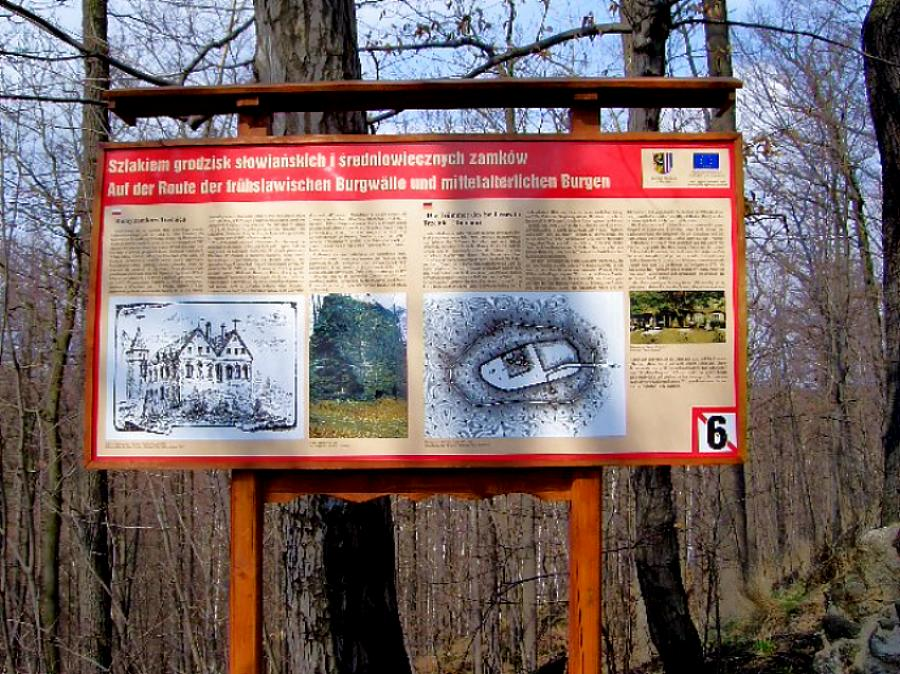
Informační tabule u hradu
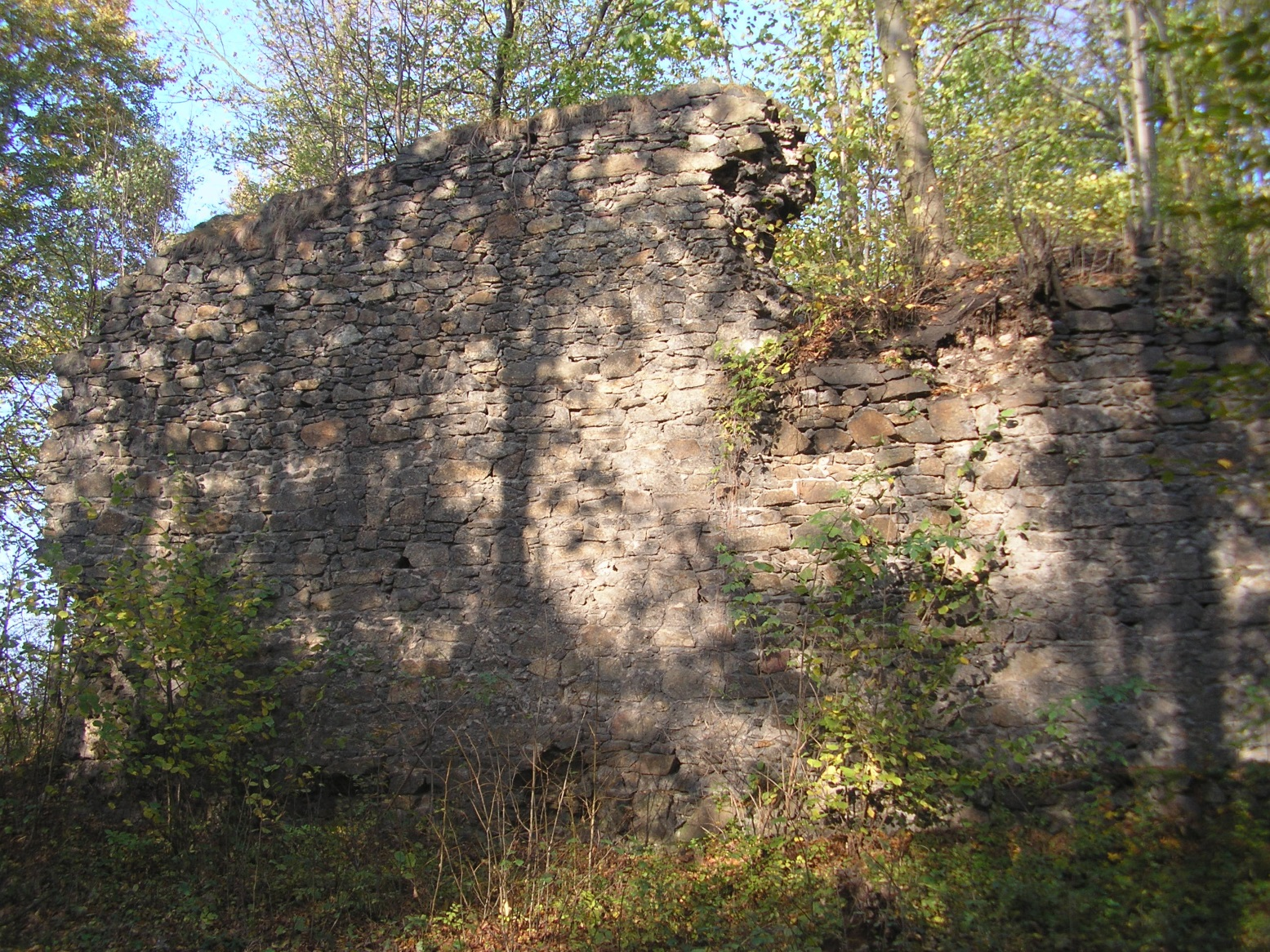
Největší dochovaná část zdi
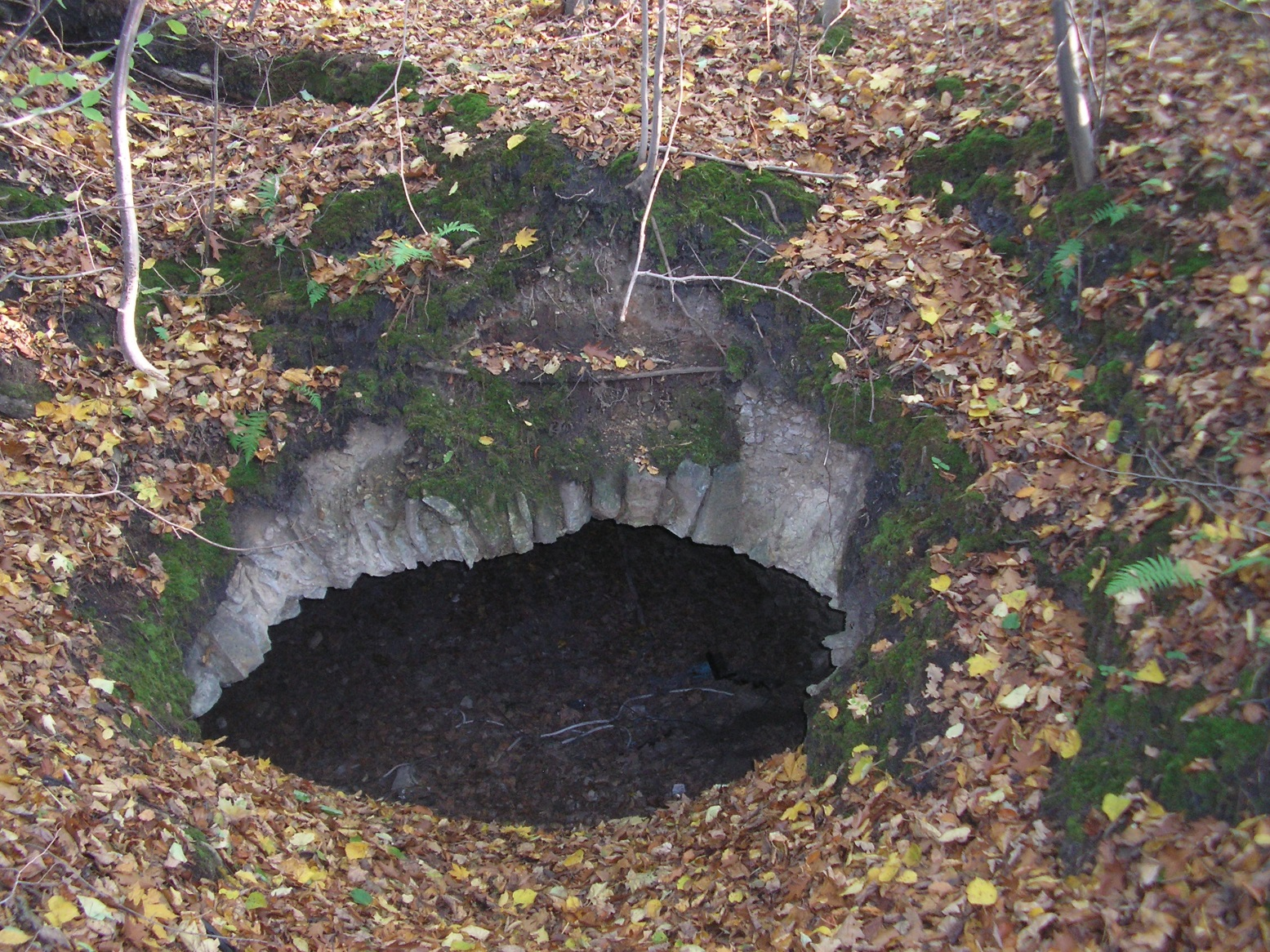
Pozůstatek klenby hradního sklepení